# 広島県道362号小泉本郷線
広島県道362号小泉本郷線（ひろしまけんどう362ごう こいずみほんごうせん）は、広島県三原市を通る一般県道である。

## 概要
三原市小泉町から三原市本郷南5丁目に至る。

### 路線データ
- 起点：三原市小泉町（生田橋南詰交差点、広島県道75号三原竹原線交点）
- 終点：三原市本郷南5丁目（仏通寺（ふっつうじ）入口交差点、国道2号交点、広島県道50号本郷久井線起点）
- 総延長：3.4 km

## 歴史
- 2008年（平成20年）8月25日 - 新しい住居表示の実施に伴い、終点の所在地が「三原市本郷町本郷」から「三原市本郷南5丁目」に変更される。

## 路線状況
旧道（三原市沼田西町惣定 - 三原市本郷町下北方間）も広島県道362号小泉本郷線として扱われており、三原市沼田西町惣定以北は二通りの路線が存在することになる。

### 道路施設

#### 橋梁
- 生田橋（天井川、三原市）
- 小原大橋（沼田川、三原市）

## 地理

### 通過する自治体
- 三原市

### 交差する道路
| 交差する道路                   | 交差する場所 | 交差する場所                          |
| ------------------------------ | ------------ | ------------------------------------- |
| 広島県道75号三原竹原線         | 小泉町       | 生田橋南詰交差点 / 起点               |
| 国道2号 広島県道50号本郷久井線 | 本郷南5丁目  | 仏通寺（ふっつうじ）入口交差点 / 終点 |

### 沿線
- 小原工業団地